# 新勒熱夫
57°02′N 29°20′E / 57.033°N 29.333°E
新勒熱夫（Новорже́в）是俄羅斯普斯科夫州中南部的一個城市，距普斯科夫以南144公里。2002年人口4,125人。
1777年建市。